# Blechnum obtusatum
Blechnum obtusatum là một loài dương xỉ trong họ Blechnaceae. Loài này được Mett. mô tả khoa học đầu tiên..
Danh pháp khoa học của loài này chưa được làm sáng tỏ. 